# Ix Chel Chasma (quadrangle)

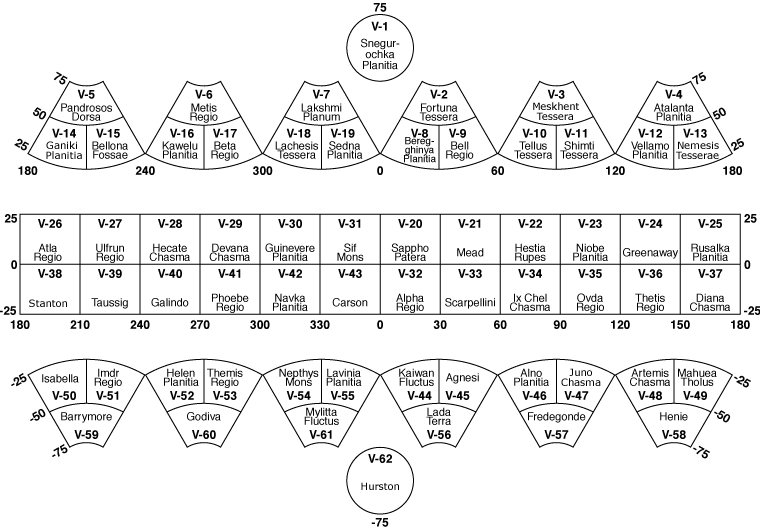
Quadrangles op Venus op schaal 1 : 5.000.000

Ix Chel Chasma (V–34; breedtegraad 0°–25° S, lengtegraad 60°–90° E) is een quadrangle op de planeet Venus. Het is een van de 62 quadrangles op schaal 1 : 5.000.000. Het quadrangle werd genoemd naar de gelijknamige kloof die op zijn beurt is vernoemd naar Ixchel, een Mayagodin van verloskunde, geneeskunde, aarde, regen en oorlog.

## Geologische structuren in Ix Chel Chasma
Chasmata
- Ix Chel Chasma
- Kokomikeis Chasma

Coronae
- Aramaiti Corona
- Kaltash Corona
- Nishtigri Corona
- Verdandi Corona

Dorsa
- Dylacha Dorsa
- Wala Dorsa

Fluctus
- Oilule Fluctus

Inslagkraters
- Ailar
- Andreianova
- Bassi
- Dado
- Elena
- Fava
- Florence
- Joliot-Curie
- Kyen
- Ndella
- Quimby
- Temou

Paterae
- Kvasha Patera

Planitiae
- Tahmina Planitia

Regiones
- Ovda Regio

Terrae
- Aphrodite Terra

Tesserae
- Manatum Tessera
- Xi Wang-mu Tessera

Valles
- Ahsabkab Vallis
- Lo Shen Valles
- Tawera Vallis